# San Cristóbal Totonicapán
San Cristóbal Totonicapán è un comune del Guatemala facente parte del dipartimento di Totonicapán.